# Marina Charlamowa
Marina Charlamowa (russisch Марина Харламова, engl. Transkription Marina Kharlamova, geb. Иванова – Iwanowa – Ivanova; * 24. Mai 1962) ist eine ehemalige sowjetische Sprinterin, die sich auf den 400-Meter-Lauf spezialisiert hatte.
1983 gewann sie bei den Leichtathletik-Weltmeisterschaften in Helsinki mit der sowjetischen Mannschaft Bronze in der 4-mal-400-Meter-Staffel.
1989 wurde sie sowjetische Hallenmeisterin, schied aber bei den Leichtathletik-Hallenweltmeisterschaften in Budapest im Halbfinale aus.

## Persönliche Bestzeiten
- 200 m: 22,93 s, 12. Juli 1988, Brjansk
- 400 m: 50,63 s, 21. Juni 1983, Moskau
  - Halle: 52,23 s, 3. März 1989, Budapest